# Anna Owczarz-Dadan

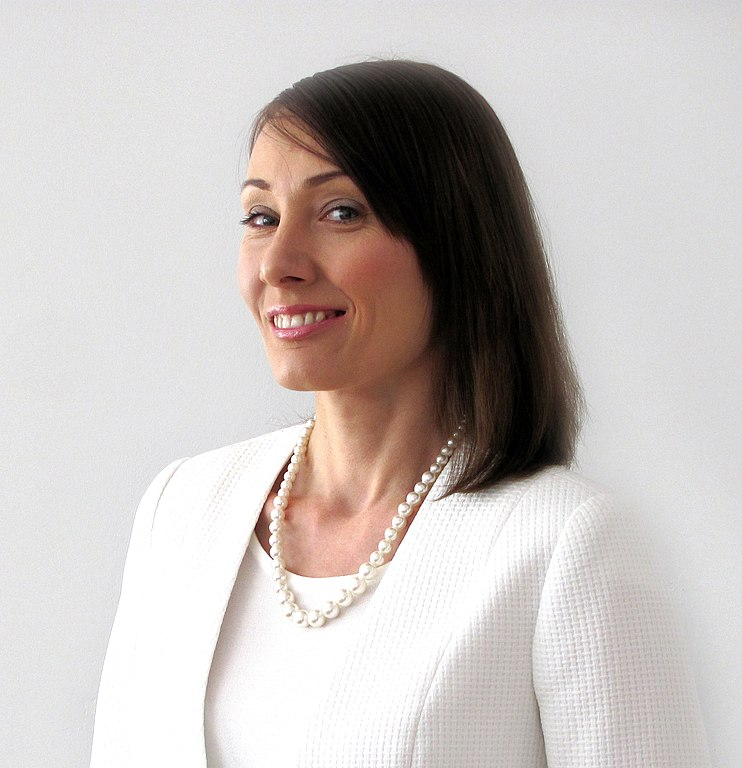
Anna Owczarz-Dadan, autoportret

Anna Owczarz-Dadan, Anna Dadan (ur. 1979, Polska) – polska graficzka, wydawca, fotograf, autorka ponad 30 książek o grafice komputerowej i fotografii, od wielu lat pracuje jako instruktor specjalizujący się m.in. w programie Adobe Photoshop.
Przez wydawnictwo Helion nagrodzona statuetką Najlepsza z Najlepszych.

## Publikacje w języku polskim
- Photoshop CS3. Szkoła efektu, Helion
- Photoshop 7/7 CE. Kurs, Helion
- Fotografia cyfrowa. Kurs, wydanie II, Helion
- Fotografia cyfrowa. Kurs, Helion
- Photoshop CS. Kurs, Helion
- Tworzenie filmów w Windows XP. Podstawy, Helion
- Photoshop CS, Helion
- Photoshop CS. Ćwiczenia zaawansowane, Helion
- Paint Shop Pro 9. Zostań mistrzem, Helion
- ABC fotografii cyfrowej i obróbki zdjęć, Helion
- Ćwiczenia praktyczne. Photoshop CS3, Helion
- Photoshop CS3. Ilustrowany przewodnik, Helion
- Fotografia cyfrowa. Ilustrowany przewodnik, Helion
- Photoshop CS4.PL. Ilustrowany przewodnik, Helion
- Photoshop CS4. Pierwsza pomoc, Helion
- Zaklęcia Photoshopa. Edycja zdjęć, Helion
- Photoshop CS5. Szkoła efektu, Helion
- Fotografia cyfrowa. Ilustrowany przewodnik, wydanie II, Helion
- Edycja zdjęć, Help
- Obróbka zdjęć cyfrowych. Adobe Photoshop Elements 7, Helion
- Photoshop CS5. Ilustrowany przewodnik, Helion
- Photoshop CS2. Podręcznik, wydanie II, Helion
- Ćwiczenia praktyczne. Fotografia cyfrowa i obróbka zdjęć, Helion
- Corel Paint Shop Pro X. Podstawy, Helion
- Flash. Samouczek, Help

## Publikacje w języku angielskim
- Digital Photography, Dadan Press, Łódź 2012, ISBN 978-1475294125
- Digital Photography, Dadan Press, Łódź 2012, Kindle Edition